# Гуту
Гуту (рум. Gutu) — село у повіті Мехедінць в Румунії. Входить до складу комуни Прунішор.
Село розташоване на відстані 256 км на захід від Бухареста, 17 км на схід від Дробета-Турну-Северина, 80 км на північний захід від Крайови.

## Населення
За даними перепису населення 2002 року у селі проживали 79 осіб, усі — румуни. Усі жителі села рідною мовою назвали румунську.